# Provinz Groningen
Groningen (niederländisch [ˈɣroːnɪŋə(n)] ⓘ, niederdeutsch Grönnen, westfriesisch Grinslân) ist die nordöstlichste Provinz der Niederlande. Sie grenzt im Osten an Ostfriesland und an das Emsland (Niedersachsen). Im Norden liegt die Nordsee. Nachbarprovinzen sind Drenthe (südlich) und Friesland (westlich). Hauptstadt ist Groningen. In der Provinz Groningen werden neben der niederländischen Sprache die heimischen niedersächsischen Dialekte (Gronings) gesprochen.
Die Provinz wird auch Stad en Ommelanden („Stadt und Umland“) genannt, weil historisch die Stadt Groningen (ursprünglich sächsisch) und die Ommelande (bis zum 15. Jahrhundert friesisch) lange Zeit in Unfrieden miteinander gelebt hatten.

## Geographie
Die Provinz Groningen wird im Norden durch das Wattenmeer, im Osten durch das deutsche Land Niedersachsen, im Süden durch die Provinz Drenthe und im Westen durch die Provinz Friesland begrenzt.

## Geschichte

### Landschaftsentstehung
Am Ende der letzten Eiszeit, also vor rund 12.000 Jahren, stieg der Wasserspiegel der Nordsee schnell an. Dadurch wurde die flache Landschaft der heutigen Provinz Groningen kaum entwässert und es bildete sich ein ausgebreitetes Sumpf-Moor-Gebiet, das von vielen Seen durchzogen war. Dieses Gebiet umfasste viele Quadratkilometer und wurde nur durch eine sandige Erhebung (der höchste Punkt ist 30 m ü. N.) durchzogen. Der Hondsrug zieht sich in einer Länge von ungefähr 60 Kilometer vom heutigen Groningen (Stadt) in Richtung Emmen in Drenthe.

### Erste menschliche Besiedelung
Dieser Sandrücken war mehr oder weniger schon seit dem Neolithicum wahrscheinlich von Menschen prä-indogermanischer Herkunft bewohnt. Die Hünengräber legen davon Zeugnis ab. Das nördlichste wurde in Delfzijl unter einer dicken Schicht Lehm gefunden.
In der frühen Eisenzeit von 600 bis 400 v. Chr. mussten auch die tiefer liegenden Lehmgebiete besiedelt werden, da der Platz auf dem Sandrücken langsam knapp wurde. Seit dem Ende der Bronzezeit waren immer mehr Ingwäonen in die Gegend eingewandert. Dieser Volksstamm der Westgermanen stammte ursprünglich aus dem südlichen Skandinavien. Die Bezeichnung Ingwäonen ist von dem Namen des Gottes Yngvi abgeleitet, als dessen Nachkommen sich die Friesen betrachten. Inguz ist ein anderer Name für den germanischen Gott Freyr. Andere Stämme der Ingwäonen waren beispielsweise die Sachsen.
Allerdings kann bis ca. 400–200 v. Chr. nicht von einer eigenen friesischen Volksgruppe gesprochen werden, da zwischen Texel (Noord-Holland) und Weser (Engern) noch keine homogene Kultur existierte. Im Gebiet des heutigen Groningen verschmolz die Volksgruppe der Friesen mit den Falen, die ursprünglich aus dem Gebiet der Ems stammten. Sie gehörten zu den Chauken. In dieser Zeit fanden bedeutende kulturelle Veränderungen statt. Dies hatte eventuell mit dem erneuten Anstieg des Meeresspiegels zu tun, der durch den Beginn einer neuen Warmzeit eingeleitet wurde. Um die regelmäßige Überschwemmung ihrer Gehöfte zu verhindern, begannen die Friesen, Erdwälle – sogenannte Wierden oder auch Warden (im Deutschen: Warften) – zu errichten. Da der Meeresspiegel mehrfach anstieg und dieser Anstieg meist mit Sturmfluten einherging, gab es mehrere Wierdenbau-Perioden, die zeitlich mit dem Anstieg des Meeresspiegels übereinstimmen. Es gibt drei verschiedene Perioden: Die erste um 500 v. Chr., die zweite 200 v. Chr. bis 50 v. Chr. und die dritte 250 n. Chr. waren der Anstieg des Meeresspiegels und die gleichzeitig stattfindenden Sturmfluten derart vehement, dass beinahe alle Friesen die Lehmgebiete verließen und erst 400 n. Chr. zurückkehrten.

### Römische Zeit
Julius Caesar hatte das keltische Gallien (heute Frankreich und Belgien) zwischen 58 und 50 v. Chr. erobert und die Grenzen Roms dadurch bis zum Rhein verlagert. Erst als Kaiser Augustus 28 v. Chr. die Grenzen bis zur Elbe ausweiten wollte, kamen die Friesen unter den Einfluss der Römer. Das Groninger Gebiet war nur kurz unter Römischer Herrschaft. Drusus handelte 12 v. Chr. mit den Friesen einen Waffenstillstand aus und erhob eine regelmäßige Steuerabgabe in Form von Rinderhäuten. Da die Abgaben aber immer höher wurden und die Römer sogar Frauen und Kinder in die Sklaverei brachten, lehnten sich die Friesen gegen die Besatzung auf. Bei der nachfolgenden Strafaktion erlitten die Römer eine Niederlage und zogen sich daraufhin aus dem Gebiet zurück.

### Völkerwanderungszeit
Während der Völkerwanderung vom 4. bis zum 7. Jahrhundert bildeten sich zum ersten Mal große germanische Staaten, in denen Jüten, Sachsen, Angeln und auch die Friesen lebten.
Um 400 begannen die Friesen mit dem Aufbau ihres friesischen Reiches. Sie bauten ihren Handel aus und standen ca. im 7. Jahrhundert auf dem Höhepunkt ihrer Macht. Ihr Einflussbereich reichte von Nordbelgien bis in den Süden Dänemarks. Ein Großfriesland (Magna Frisia) war entstanden, das bis 719 bestand. Im Unterschied zum benachbarten Frankenreich war Friesland nach wie vor „heidnisch“; der Gebrauch der Schrift nahm infolgedessen ab. Eines der wenigen schriftlichen Zeugnisse zur Geschichte Frieslands im 5. und 6. Jahrhundert ist der Verweis von Gregor von Tours auf den wahrscheinlichen friesischen König Hygelac, der rd. 526 starb.

### Christianisierung
688 begann der Missionar Wigbert, die Friesen zu christianisieren. 734 erlitten die Friesen eine Niederlage in der Schlacht an der Boorne gegen Karl Martell. Aber erst Karl der Große konnte mit dem Sieg über die Sachsen das ganze Gebiet der heutigen Niederlande, also auch das spätere Groningen unter karolingischem Herrschaftsgebiet vereinen. Damit galt dann auch die Bekehrung zum Christentum als abgeschlossen. Allerdings waren nur Grafen und ihre Vasallen getauft worden. Die meisten Bauern und Handwerker waren noch heidnisch und sollten das auch noch für einige Zeit bleiben. Neben dem christlichen Glauben wurde auch ein feudalistisches System etabliert. Allerdings weniger deutlich als in anderen europäischen Ländern. Leibeigenschaft kam nur sehr selten vor. Die Karolingische Zeit war eine Zeit des Blühens, auch für die Friesen. Ihr Handel profitierte enorm davon, dass sie stets enge Kontakte zu friesischen Gemeinden in England und Schweden pflegten.
Nach dem Tod Karls des Großen nahm der Einfluss der zentralen Macht ab. Die „Dänen“ (womit meist die Wikinger gemeint waren) fielen mehrfach ins Land ein.

### Heiliges Römisches Reich
843 wurde Groningen unter Lothar II. ein Teil des Heiligen Römischen Reiches. Um diese Zeit findet sich auch die erste schriftliche Erwähnung des ursprünglichen Namens „Villa Cruoninga“. Er wird erstmals in Zusammenhang mit einem Weiler 1040 genannt. Dieser lag ungefähr im heutigen Stadtzentrum. Die Rechtsprechung lag noch bis 1217 in den Händen der Grafen.
Im 11. Jahrhundert begannen die Friesen im ganzen Gebiet entlang der nördlichen Küste mit dem Bau von eineinhalb Meter hohen Deichen. Im Schutz der Deiche liefen vier Meter breite Straßen, damit zwei Fuhrwerke einander passieren konnten. Schon früh etablierte sich ein ausgeklügeltes System zur Wartung und Kontrolle der Dämme. Die Friesen bewohnten ein Gebiet vom Rhein-Maas-Delta bis zur Weser in Deutschland und befanden sich in einem Gebiet ohne politische Oberherrschaft. Nur Groningen und die angrenzende Gebiete (Go und Wold – Gorecht) standen unter der Herrschaft des Bischofs von Utrecht, waren also eigentlich Teil von Drenthe. Während der Herrschaft Bischof Hartberts erhoben sich die Groninger Bürger. Der Bischof ließ den Aufstand niederschlagen. Die Bürger mussten sich verpflichten, Groningen nicht mit einer Mauer zu umgeben – ein Versprechen, das sie nicht einhielten. Bischof Hartbert vergab die einträglichsten Ämter an seine Familie. Sein älterer Bruder Ludolf wurde Vorsteher („prefectus“) der Stadt Groningen, sein jüngerer Bruder Leffart bekam das Schloss zu Coevorden im Südosten von Drenthe und damit die Kontrolle über den einzigen Weg durch das Moor von Drenthe nach Deutschland (Vancouver ist nach Coevorden benannt).

### Hochmittelalter
Im April 1227 kam es unter der Herrschaft von Bischof Otto II. von Lippe in der Stadt Groningen zwischen dem bischöflichen Statthalter Egbert und der Familie Gelkingen (die reich und einflussreich war) zu einem bewaffneten Konflikt. Rudolf, der Verwalter der Burg in Coevorden, schlug sich auf die Seite der Familie Gelkingen; gemeinsam belagerten sie das „feste Haus“ des Statthalters. Der Bischof vermittelte einen Waffenstillstand. Egbert zog ab und baute ein neues „festes Haus“ südlich der Stadt. Doch Rudolf griff mit seinen Soldaten – den „Drenten“ – Egbert auch dort an. Sie vertrieben den Statthalter in die Ommelande, die „Umlande“, wie die friesischen Gebiete um die Stadt genannt wurden. Bei einem Gegenschlag konnte sich Egbert wieder der Stadt Groningen bemächtigen, wurde jedoch dort von der Familie Gelkingen, von Rudolf und den Drenten belagert. Um Egbert zu entsetzen, zog Bischof Otto mit seinen Truppen auf Groningen zu. Doch im Moor von Ane, im Süden von Drenthe, geriet seine Streitmacht in einen von Rudolf gelegten Hinterhalt. Der Bischof und hunderte Ritter wurden getötet. Der Konflikt dauerte bis 1258 fort.

### Bildung einer Selbstverwaltung
Groningen hatte sich zu einem bedeutenden Handelszentrum mit Selbstverwaltung und Rechtsprechung entwickelt. Um ihre Handelsbeziehungen zu sichern, schloss die Stadt Groningen mit den Vertretern der Gaue der Ommelande (Hunsingo, Fivelgo, Westerkwartier) Verträge ab. Infolgedessen ging die Rechtsprechung allmählich an die Hoofdmannenkamer („Hauptleutekammer“) über, den Vorläufer des provinzialen Gerichtshofes.
Die stets größer werdende Bedeutung (und auch Abhängigkeit) der umliegenden Gebiete von der Stadt führte aber weiter zu anhaltenden Konflikten und Unzufriedenheit bei den Bürgern. So hatte sich die Stadt z. B. das Stapelrecht ausbedungen. Dieses Stapelrecht legte fest, dass alle Güter, wie z. B. Getreide und Bier, nur in der Stadt gehandelt werden durften. Um dieser Konflikte Herr zu werden, gründete man im 15. Jahrhundert Beratungsgremien, die sich aus Vertretern von Stadt und Umland zusammensetzten. Diese Beratungen fanden mit Teilnahme von Vertretern der „Hauptleutekammer“ statt und wurden unter Zusicht der Zentralregierung in Brüssel abgehalten. 1536 brachte Karl V. Groningen und Drenthe unter den burgundisch-niederländischen Herrschaftsbereich, kurz zuvor Gelderland und Friesland. Damit trug er mit zur Bildung eines Niederländischen Staates bei, da schon früh einheitliche Strukturen gehandhabt wurden.

### Unabhängigkeit der Niederlande

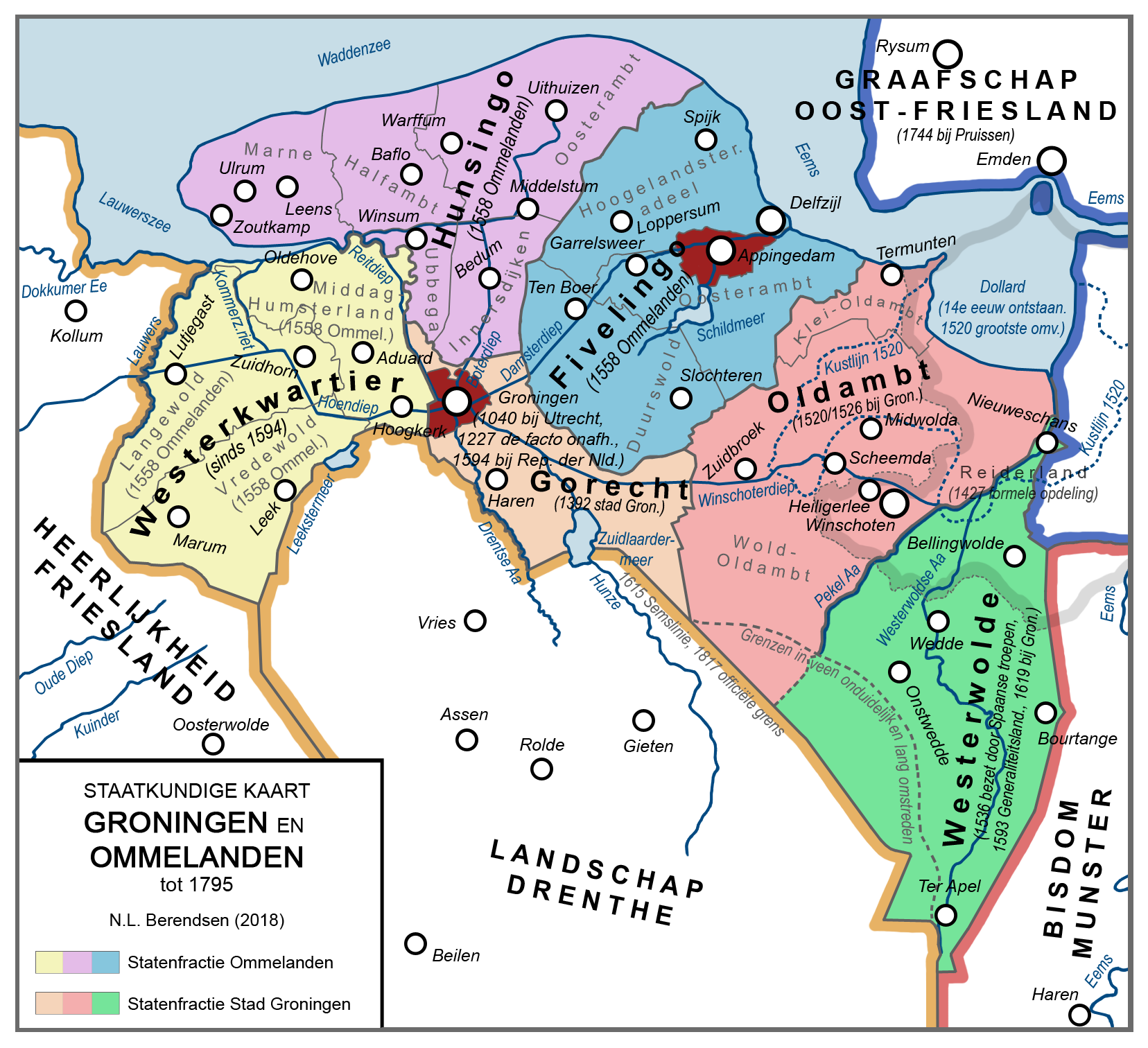
Die Ommelanden

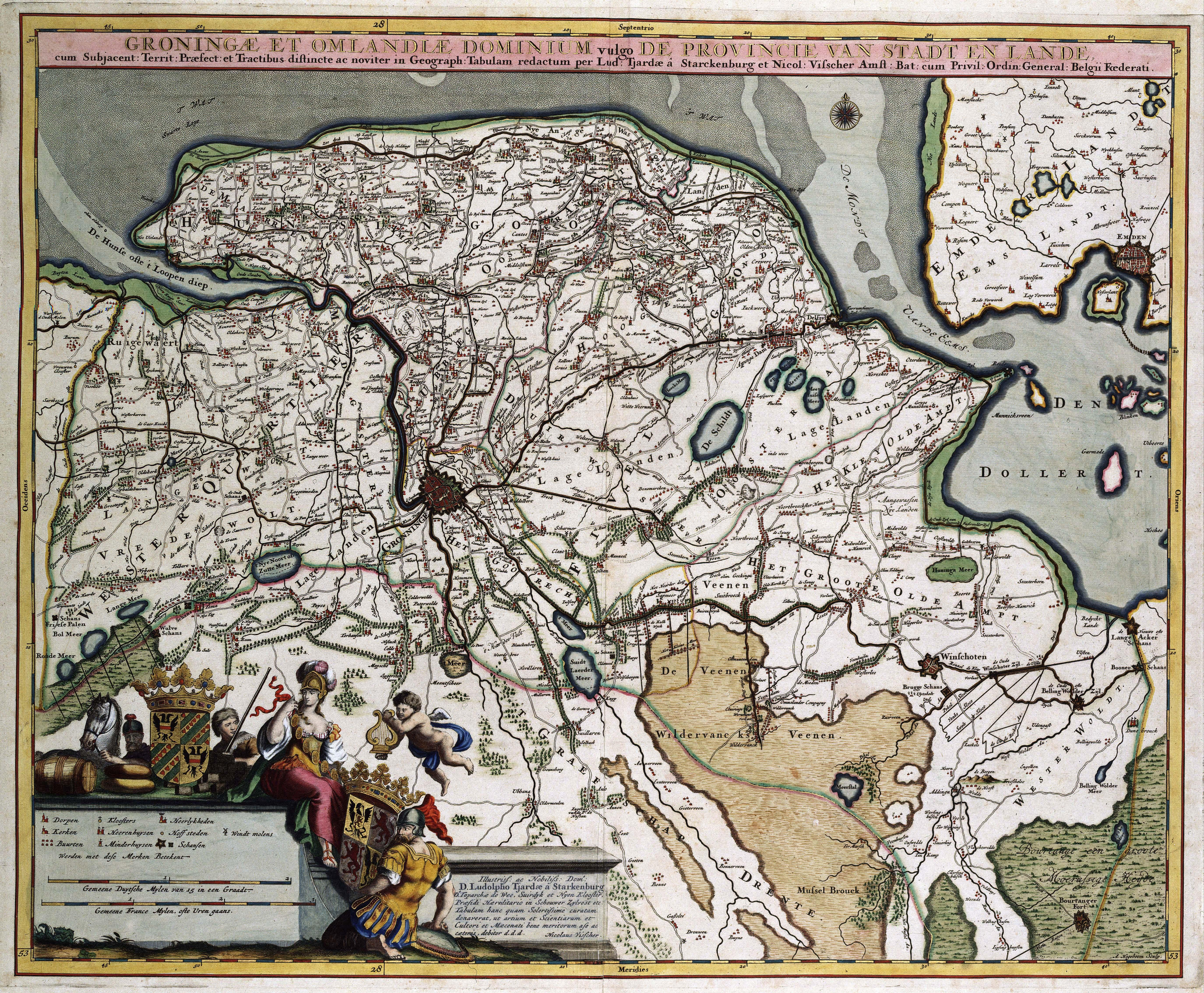
Groningen und Ommelande, nach 1681

Während des Achtzigjährigen Krieges, im Jahr 1594, musste sich die Stadt Groningen und die umliegenden Gebiete als siebte Provinz an die Republik der Vereinigten Niederlande anschließen. Die Führung der Provinz lag in den Händen der sogenannten „Staten“. Dieses Gremium, bestehend aus Vertretern der drei Stände: Adel, Kirche und (reiche) Bürger, trat je nach Bedarf einmal oder mehrmals jährlich zusammen. Die Tagesgeschäfte überließ es acht Deputierten. Dem Deputiertenrat saß der stadhouder (Statthalter) vor. Er fungierte außerdem als Vertreter der Zentralgewalt.
Die Provinz bestand im 16. Jahrhundert aus sechs Gauen: Hunsingo, Fivelgo, Westerkwartier, Gorecht, die Oldambten und Westerwolde. Es gab zahlreiche Klöster, die sich der Armenfürsorge annahmen.

### Franzosenzeit
Während der sogenannten Franzosenzeit entstand 1795 aus dem Territorium der Republik der Vereinigten Niederlande die unter französischem Einfluss stehende Batavische Republik. In der 1798 nach französischem Vorbild neu eingerichteten Verwaltungsstruktur entstanden acht Départements, deren Gebiete nicht mehr den vorherigen Provinzen entsprachen. Im batavischen „Département Ems“  waren Teile der Provinzen Groningen und Friesland sowie der Landschaft Drenthe zusammengefasst. 1806 folgte das Königreich Holland, das von Napoleons Bruder Louis Bonaparte regiert wurde, und das 1810 in das Französische Kaiserreich eingegliedert wurde. Die Provinz Groningen wurde nun Teil des Departements West-Ems. Nach der Niederlage Napoleons in der Völkerschlacht bei Leipzig (1813) wurde 1815 aus dem Gebiet der heutigen Niederlande und Belgiens das Königreich der Vereinigten Niederlande errichtet. Bei der Neueinteilung der Provinzen wurde die Provinz Groningen in ihren ursprünglichen Gebietsstand wieder restauriert.

### 19. Jahrhundert
Die Verwaltung der Provinz wurde vom Kommissar des Königs, der zu dieser Zeit noch Gouverneur hieß, beaufsichtigt. Die Provinzregierung (ab 1825 fünf Mitglieder) verwaltete zusammen mit dem Parlament die Provinz. Das Parlament wurde aus 36 Mitgliedern gebildet, die gleichmäßig aus Adel, Landeigentümern und den Bürgern der Stadt Groningen stammten. Der Zutritt zum Parlament war also weiterhin von entsprechendem Vermögen abhängig. Das Parlament der Provinz wurde Provinciale Staten genannt, die Provinzregierung College van Gedeputeerde Staten.
Ab dem Jahr 1850 regelte das Provinzgesetz die Rechte und Pflichten der Provinzen. Den Haag, Sitz der niederländischen Regierung, verlor dadurch enorm an Einfluss. Groningen durfte, wie andere Provinzen auch, einen eigenen Haushalt aufstellen, konnte eigene Steuern erheben und durfte Gesetze erlassen. Das Parlament der Provinz wurde nun direkt gewählt. Allerdings durfte nur wählen wer über eigenes Vermögen verfügte und männlich war. Von 188.000 Bürgern blieben nur 7671 Wahlberechtigte übrig. Die Hauptaufgabe der Provinz lag bei der Wasserwirtschaft und dem Straßenbau.

## Politik
- SP: 2
- GL: 5
- PvdA: 5
- PvdD: 2
- D66: 2
- Volt: 1
- PvhN: 1
- GB: 3
- CDA: 2
- BBB: 12
- CU: 3
- VVD: 2
- FvD: 1
- PVV: 2

Das Provinzialparlament (niederländisch Provinciale Staten) hat seinen Sitz im Provinciehuis in der Provinzhauptstadt Groningen. Entsprechend der Bevölkerungszahl in der Provinz besteht das Parlament aus 43 Sitzen.
Bei der Provinzialwahl am 15. März 2023 erlangten die Parteien folgende Stimmanteile: BBB 23,54 % (12 Sitze), PvdA 9,98 % (5 Sitze), GroenLinks 9,65 % (5 Sitze), ChristenUnie 6,31 % (3 Sitze), Groninger Belang 6,04 % (3 Sitze), VVD 5,66 % (2 Sitze), SP 5,54 % (2 Sitze), D66 5,37 % (2 Sitze), PvdD 5,01 % (2 Sitze), PVV 4,68 % (2 Sitze), CDA 4,07 % (2 Sitze), Volt 3,80 % (1 Sitz), PvhN 2,90 % (1 Sitz), FvD 2,44 % (1 Sitz), übrige 5,00 %. Die Wahlbeteiligung lag bei 62,48 %.
Die nächste Provinzialwahl findet am 17. März 2027 statt.
An der Spitze der Provinz steht der Kommissar des Königs. Das ist seit dem 18. April 2016 der Christdemokrat René Paas. Das College van Gedeputeerde Staten, also die Regierung, wird seit 2025 von einer Koalition aus BBB, PvdA, GroenLinks und VVD gebildet.

### Gemeinden
Seit 2021 gibt es noch zehn Gemeinden in der Provinz:
1. Eemsdelta (44.813)
2. Groningen (244.807)
3. Het Hogeland (48.190)
4. Midden-Groningen (61.374)
5. Oldambt (39.576)
6. Pekela (12.465)
7. Stadskanaal (32.045)
8. Veendam (27.688)
9. Westerkwartier (64.834)
10. Westerwolde (27.464)

(Einwohner am 1. Januar 2025)

## Wirtschaft

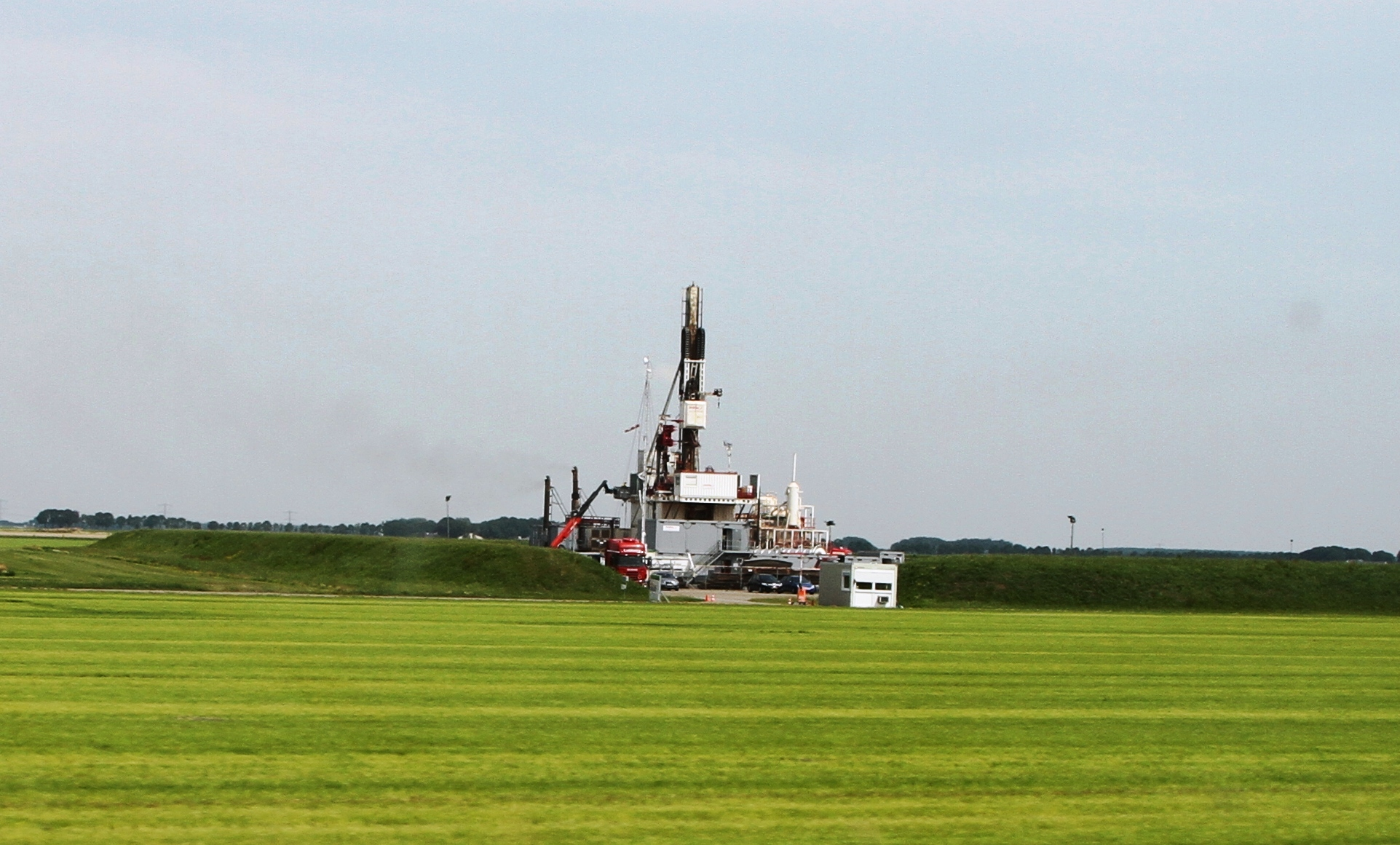
Onshore-Gasförderstelle in Bellingwedde (2015)

Im Jahr 2011 lag das regionale Bruttoinlandsprodukt je Einwohner, ausgedrückt in Kaufkraftstandards, bei 181,76 % des Durchschnitts der EU-28. Im Jahr 2017 betrug die Arbeitslosenquote 7,6 %.

### Industrie
Die wichtigsten Industriezweige sind:
- Zucker
- Schiffbau
- Metallindustrie
- Erdgasförderung
- Grundchemikalien
- Papierwaren und Kartonagen

### Erdgasförderung

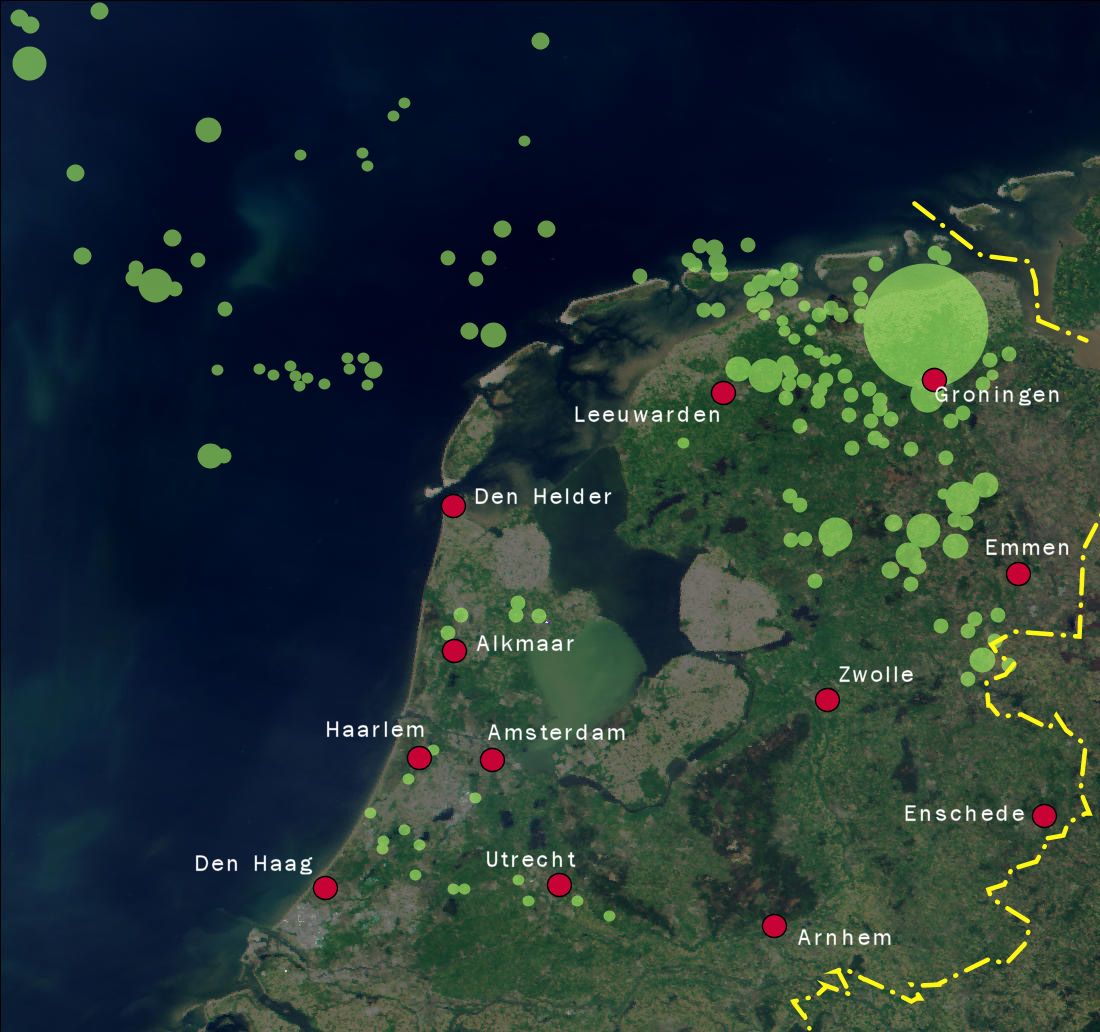
Gasförderung in den Niederlanden (Stand: Mai 2000)

Das Groninger Gasfeld, Europas größtes Erdgasvorkommen, wurde 1959 unter Kolham (Gemeinde Slochteren) entdeckt. Das Gasfeld erstreckt sich zwischen den Städten Groningen und Delfzijl und ist etwa 35 mal 25 Kilometer groß. In einer Tiefe zwischen 2700 und 3500 Metern befanden sich hier ursprünglich rund 2800 Milliarden m³ Erdgas. Davon förderte die Nederlandse Aardolie Maatschappij (NAM) von 1963 bis 2022 etwa 80 Prozent. Das Gas enthält einen Stickstoffanteil von 14 Prozent und gehört damit zu den Gasen mit niedrigem Energiegehalt (sogenanntes L-Gas). Auf diese Gasqualität sind nicht nur in den Niederlanden, sondern auch in Deutschland, Belgien und Nordfrankreich viele Heizkessel, Gasherde und andere Verbrauchsgeräte eingestellt. Allein 93 Prozent der niederländischen Bevölkerung verbraucht Groningen-Gas, was es neben dem Export zu einem bedeutsamen Faktor in der dortigen Wirtschaft macht.

#### Erdbeben als Folge
Als im Dezember 1988 erstmals ein Erdbeben bei Assen registriert wurde, begann das Koninklijk Nederlands Meteorologisch Instituut mit einer seismologischen Überwachung der Region, indem es ein Netzwerk von Messstellen einrichtete. So wurden in der Folge mehr als tausend weitere Erdbeben registriert, die aber meistens nur einen Wert von maximal 2,0 auf der Richterskala erreichten. Dennoch sind diese als sehr leicht eingestuften Beben deutlich spürbar, da sie sich in geringer Tiefe von maximal drei Kilometern ereignen – dort, wo Erdgas entnommen wurde. Damit wurde der Zusammenhang zwischen der Zunahme von Erdbeben und der Gasförderung nachgewiesen.
Am 16. August 2012 wurde bei einem Beben in Huizinge (Gemeinde Eemsdelta) die Stärke 3,6 gemessen. Unter anderem in der Altstadt von Groningen kam es zu Gebäudeschäden. Aufgrund der aufgetretenen Schäden, wodurch auch eine Gefährdung der Bevölkerung befürchtet werden musste, veranlasste das oberste niederländische Gericht einen vorläufigen Produktionsstopp. Um die Erdgasversorgung wieder aufnehmen zu können, vereinbarte die NAM als Betreiber mit dem niederländischen Wirtschaftsministerium, die weitere Erdgasförderung zu drosseln, für entstandene Schäden aufzukommen und Sicherheitsvorkehrungen zu treffen. 2013 startete das über 100 Millionen Euro teure Onderzoeksprogramma Groningen.
Im Jahr 2017 kam es in der Region – neben vielen schwächeren – zu insgesamt 18 Erschütterungen, die eine Magnitude von mehr als 1,5 aufwiesen. Am 8. Januar 2018 ereignete sich ein Erdbeben in Zeerijp mit einer Stärke von 3,4. Die zuständige Behörde (Staatstoezicht op de Mijnen) verpflichtete daraufhin die Nederlandse Aardolie Maatschappij zu einer kurzfristigen Analyse des Vorfalls und entsprechenden Maßnahmen.
Ministerpräsident Mark Rutte verlautbarte am Ende der Heizsaison 2017/18, dass die Förderrate im Groningenfeld von 15 bis 25 Milliarden Kubikmeter/Jahr (prognostiziert für 2018/19) spätestens 2022 auf unter 12 Mrd. Kubikmeter gesenkt und bis um etwa 2030 eingestellt werden soll, um das Erdbebenrisiko zu senken. Er geht damit über die Empfehlung der staatlichen Bergbauaufsicht (SSM), die eine Reduktion auf 12 Mrd. m3 vorgeschlagen hatte, hinaus.

#### Beendigung der Förderung 2023
Am 1. Oktober 2023 wurden die Förderanlagen abgesperrt. Als förderbare Reserve sollen sie noch ein Jahr belassen und ab Oktober 2024 abgebrochen werden. So wurde Anfang Januar 2024 noch einmal kurzzeitig Erdgas gefördert. Am 19. April 2024 unterzeichnete Hans Vijlbrief, Staatssekretär für Bergbau im Kabinett Rutte IV, in Kolham in der Gemeinde Midden-Groningen das Gesetz, das die Erdgasförderung in den Niederlanden endgültig beendete.

### Landwirtschaft und Viehzucht
Aus der Region Groningen stammt die Pferderasse „Groninger“.

## Hymne
| Grönnens laid. Woorden van G. TEIS Pzn. Muziek van N. N. Van Lauwerzee tot Dollard tou Van Drente tot aan 't Wad, Daor gruit, daor bluit 'n wonderlaand, Rondom ain wondre stad: *) Ain Pronkjewail in gaolden raand Is Grönnen: Stad en Ommelaand. Daor broest de zee, daor hoelt de wind Daor soest 't aan diek en wad, Maor rusteg waarkt en wuilt het volk Het volk van loug en stad. Ain Pronkjewail in gaolden raand Is Grönnen: Stad en Ommelaand. Daor woont de dege degelkhaaid De wille, vast as staol, Daor vuilt het haart, wat tonge sprekt In richt- en slichte taol. Ain Pronkjewail in gaolden raand Is Grönnen: Stad en Ommelaand. *) Wordt gezongen: Rondom, rondom, ain wondre stad. Zo ook in de andere strofen. | Groninger Lied. Von Lauwerszee bis hin zum Dollart, von Drenthe bis hinan zum Watt, gedeiht und blüht ein herrlich' Land, rund um eine wunderschöne Stadt: *) Ein Prachtjuwel mit gold'nem Rand ist Groningen: Stadt und Ommeland. Dort tost die See, dort heult der Wind, dort braust's an Deich und Watt, doch ruhig wirkt und schafft das Volk, das Volk in Dorf und Stadt. Ein Prachtjuwel mit gold'nem Rand ist Groningen: Stadt und Ommeland. Dort lebt solide Gediegenheit, der Wille, hart wie Stahl, dort fühlt das Herz, was die Zunge spricht mit direktem, schlichtem Wort. Ein Prachtjuwel mit gold'nem Rand ist Groningen: Stadt und Ommeland. *) Wird gesungen: rund um, rund um eine wunderschöne Stadt. So auch in den anderen Strophen. |